# Opsiphanes quaestor
Opsiphanes quaestor är en fjärilsart som beskrevs av Hans Ferdinand Emil Julius Stichel 1901. Opsiphanes quaestor ingår i släktet Opsiphanes och familjen praktfjärilar. Inga underarter finns listade i Catalogue of Life.